# An–50
Az An–50 négy gázturbinás sugárhajtóművel felszerelt szovjet utasszállító repülőgép terve, melyet az Antonov tervezőiroda dolgozott ki az 1970-es évek elején. A terv nem valósult meg, a gép nem készült el.
Az Antonov tervezőiroda az 1970-es évek elején dolgozta ki az An–24RV-n alapuló utasszállító repülőgép terveit, melynél a két légcsavaros gázturbina helyett négy darab, egyenként 14,7 kN tolóerejű AI–25 gázturbinás sugárhajtóművet alkalmaztak volna. A négy hajtóművet a két félszárny alatt párosával, a futóműgondolával egybeépítve tervezték elhelyezni. A gép többi része lényegében megegyezett az An–24 konstrukciójával. A tervek 1972-re készültek el. A fejlesztési programot azonban leállították, a gép prototípusát sem építették meg.
A gép tervezett felszálló tömege 24 600 kg, utazósebessége 490 km/h, utazási magassága 9400 m volt.